# Pyxine mexicana
Pyxine mexicana är en lavart som beskrevs av Kalb. Pyxine mexicana ingår i släktet Pyxine och familjen Physciaceae.   Inga underarter finns listade i Catalogue of Life.